# خيوليو أكواببيبا
خيوليو أكواببيبا دى أراجونا (بالإسبانية: Giulio Acquaviva)‏ كاردينال الكنيسة الرومانية الكاثوليكية وُلد في نابولي عام 1546. وكان في خدمة الكنيسة الكاثوليكية في 17 مايو عام 1570 في فترة بابوية بيوس الخامس. وكان في خدمته ميجيل دي ثيربانتس والذي من المحتمل أن يكون تعرّف عليه في مدريد وقد تبعه في باليرمو وميلان وفلورنسا والبندقية وبارما وفيرارا. وتُوفي في 21 يونيو عام 1574 عن عمر ناهز ال28 عامًا.